# José Olaya
José Silverio Olaya Balandra o José O. Laya (Chorrillos, 20 de julio de 1791 -Lima, 29 de junio de 1823) fue un mártir en la lucha por la Independencia del Perú. Pescador de oficio, se ofreció como emisario secreto entre el gobierno independiente refugiado en los castillos del Callao y los patriotas de Lima, ciudad ocupada entonces por los realistas. Fue descubierto, apresado y sometido a tormento para que revelara los nombres de los patriotas implicados en las misivas, pero permaneció callado. Fue fusilado y antes torturado en un pasaje que hoy lleva su nombre, y que se halla en las inmediaciones de la Plaza Mayor de Lima.

## Biografía
Según datos recogidos por Ismael Portal, José Olaya Balandra nació en la villa de Chorrillos, hijo de un pescador chorrillano apellidado Olaya, y de Melchora Balandra, siendo sus hermanos Cecilio, Mercedes, Narcisa, Josefa y Manuela. Portal se basó en informaciones de los parientes del mártir que todavía vivían en la época en que publicó su libro (1899). Otro de los biógrafos de Olaya, Luis Antonio Eguiguren, que investigó en diversos archivos, sostiene que los padres del mártir se llamaban José Apolinario Olaya y Melchora Balandra, ambos chorrillanos, que tuvieron doce hijos en total, el segundo de los cuales fue José Olaya.
Por mucho tiempo existían dudas sobre el año del nacimiento. Al parecer, Portal solo se limitó a copiar el año que aparece grabado en el retrato del mártir, pintado por el maestro José Gil de Castro, que fue contemporáneo de Olaya. Eguiguren no se ocupa del asunto del natalicio y supone que la partida de bautizo que aclararía la duda debió desaparecer durante el incendio de Chorrillos ocasionado por las tropas chilenas en 1881. Daba así por hecho que Olaya fue bautizado en la iglesia de Chorrillos. Otra versión afirmaba que el año de su nacimiento fue 1795. En 2023, la partida de bautizo, encontrada por investigadores del Instituto Chorrillano de Medios de Comunicación y Archivos (Ichma), reveló que Olaya fue bautizado en la Iglesia de San Lázaro cuando tenía 6 meses y 15 días el 5 de febrero de 1792, dando a entender que Olaya nació el 20 de julio de 1791.
Otro asunto controvertido ha sido su apellido. El marino y geógrafo Germán Stiglich (1877-1928), al revisar los cuadernos de matrícula de los puertos peruanos, no encontró ningún Olaya (apellido español), pero si varios Laya (nombre de origen prehispánico). Stiglich llegó incluso a afirmar que el verdadero nombre del mártir era José O. Laya, afirmación que fue recogida y difundida por el historiador Juan José Vega.
Olaya era de cuna humilde, de raza indígena, y vivía de la pesca artesanal en la villa de San Pedro de Chorrillos, una ranchería de pescadores al sur de la ciudad de Lima, que era célebre por sus baños adonde acudían las personas de la clase alta limeña.

En 2023, los investigadores del Instituto Chorrillano de Medios de Comunicación y Archivo (ICHMA) lograron encontrar la partida de bautizo de José Olaya en el Archivo Arzobispal de Lima, lo que permitió determinar la fecha exacta de su nacimiento: el 20 de julio de 1791. 
“En la ciudad de los Reyes en cinco de febrero de setecientos noventa y dos. Yo el Licenciado Don Sebastián Guerrero […] puse óleo y crisma a silberio indio de edad de seis meses quince días a quien en caso de necesidad le echo el agua el agua el padre Fray Eusebio Ramires religioso del orden de la Merced. Hijo legítimo de José [Apolinario] Olalla y Melchora Balandra, fue su padrino S. Juan Dionisio Toledo, testigos Ciriaco Obiedo y Pedro Techum." 
Se dice que su padre José Apolinario simpatizó con pasión por la causa independentista, al punto que no le gustaba mencionar al pejerrey por su nombre, por ser de reminiscencia monárquica, y llegó incluso a bautizar a su mejor red de pesca como «red de pejerreyes de la patria», nombre más acorde a su ideología. Murió en 1822, legando a su hijo su oficio y su amor a la patria libre.
Se dice que Olaya era un excelente nadador y que en una pequeña balsa cubría la ruta de Chorrillos a la isla de San Lorenzo, y de allí al Callao, llevando pescado para su venta.
También una versión asegura que empezó a servir a la causa patriota desde muy temprano, cuando arribó a las costas peruanas la Escuadra Libertadora al mando de Thomas Cochrane en 1820. En esa ocasión visitó las naves de dicha escuadra y se ofreció a llevar correspondencia para los patriotas del Callao, y luego para los de Lima.
La independencia del Perú, declarada por primera vez en Huaura en el mes de noviembre de 1820 y el 28 de julio de 1821 en Lima, por el general José de San Martín, solamente se hizo efectiva en Lima y en el norte; pero Cuzco, la sierra central y el sur aún estaban bajo el dominio del ejército realista -en su mayoría conformado por indígenas y mestizos leales al Rey-; estos en más de una ocasión volvieron a amenazar Lima y el Callao. Cuando San Martín regresó de Guayaquil después de una conversación secreta con Simón Bolívar, instaló el Congreso Constituyente de 1822, e inmediatamente renunció a su cargo de Protector del Perú. El Congreso nombró como Presidente de la República a José de la Riva Agüero. El ejército realista, al mando de José Ramón Rodil, aprovechando que las tropas patriotas se encontraban lejos, tomó Lima. Los miembros del Congreso se refugiaron en la Fortaleza del Real Felipe en el Callao. Allí se encontraba también el general venezolano Antonio José de Sucre, que enviara el Libertador Bolívar con una avanzada de su ejército.
Fue en ese contexto que ocurrió el sacrificio de José Olaya. Sucre necesitaba imperiosamente comunicarse con los patriotas de Lima, ya que quería conocer los movimientos de los realistas y los pertrechos con los que contaban. Olaya se ofreció una vez más a ser el portador de los mensajes. Se contactó en Lima con Juana de Dios Manrique, una aristócrata y patriota que era sobrina de Antonio Riquero, antiguo contador mayor y uno de los refugiados en el Callao; este personaje era el nexo con Sucre.
Olaya llevaba ocultamente los mensajes escritos, cubriendo la ruta entre Chorrillos y Lima, simulando llevar pescado para su venta en la ciudad; esa ruta, de 15 km, estaba muy vigilada por los realistas, de modo que el riesgo era muy grande. No obstante, Olaya hizo el recorrido muchas veces; se ignora cuántas exactamente. Los realistas empezaron a sospechar que alguien filtraba informaciones y redoblaron la vigilancia.
El 27 de junio de 1823, cuando llevaba, entre otros recados, una carta de Sucre para Narciso de la Colina (un patriota limeño), Olaya fue descubierto (se dice que por una delación[cita requerida]). Emboscado por un piquete de soldados realistas -indígenas y mestizos- en la calle de Acequia Alta (actualmente en el cruce de la cuadra 5 de los jirones Caylloma y Moquegua), antes de ser apresado arrojó las cartas en una acequia; otra versión, menos creíble, dice que se comió las misivas.
Llevado al Palacio del Virrey ante la presencia de Rodil, éste intentó que delatara a los patriotas comprometidos con las cartas, ofreciéndole a cambio premios y mucho dinero; como no diera efecto, recurrió a las amenazas. Como Olaya permaneciera incólume, fue torturado. Sufrió doscientos palazos, le arrancaron las uñas y lo colgaron de los pulgares. Pero Olaya no se amilanó ante el dolor y permaneció en silencio. Incluso le llevaron ante su presencia a algunas personas arrestadas por sospecha de estar comprometidas con los patriotas del Callao (una de ellas era Antonia Zumaeta de Riquero), pero ante cada una de ellas Olaya negó conocerlas. También su madre fue llevada a su presencia, pero ni aún con eso se quebró. Se dice que, en medio de las torturas, pronunció su célebre frase:

«Si mil vidas tuviera gustoso las perdería, antes de traicionar a mi patria y revelar a los patriotas».

Finalmente, fue sentenciado a pena de muerte por fusilamiento bajo el cargo de traición. A las once de la mañana del 29 de junio de 1823, fue llevado a un pasaje aledaño a la Plaza Mayor de Lima, llamado entonces Callejón de los Petateros, y que ahora tiene su nombre: Pasaje Olaya. Sus verdugos, según la costumbre, le preguntaron si tenía un último deseo. Olaya pidió que se le sepultara con la escarapela rojiblanca, el emblema de su patria libre, deseo que se le concedió. Luego, se procedió a su fusilamiento. Su cadáver fue arrastrado a la Plaza de Armas y allí decapitado por el verdugo. Permaneció toda la tarde en exhibición pública, hasta que, por la noche, unos pescadores chorrillanos lo pusieron en una carreta y se lo llevaron a sepultar a su tierra natal, con su escarapela bicolor prendida en su pecho. Actualmente se desconoce en que parte de Chorrillos está su cuerpo.

## Homenajes

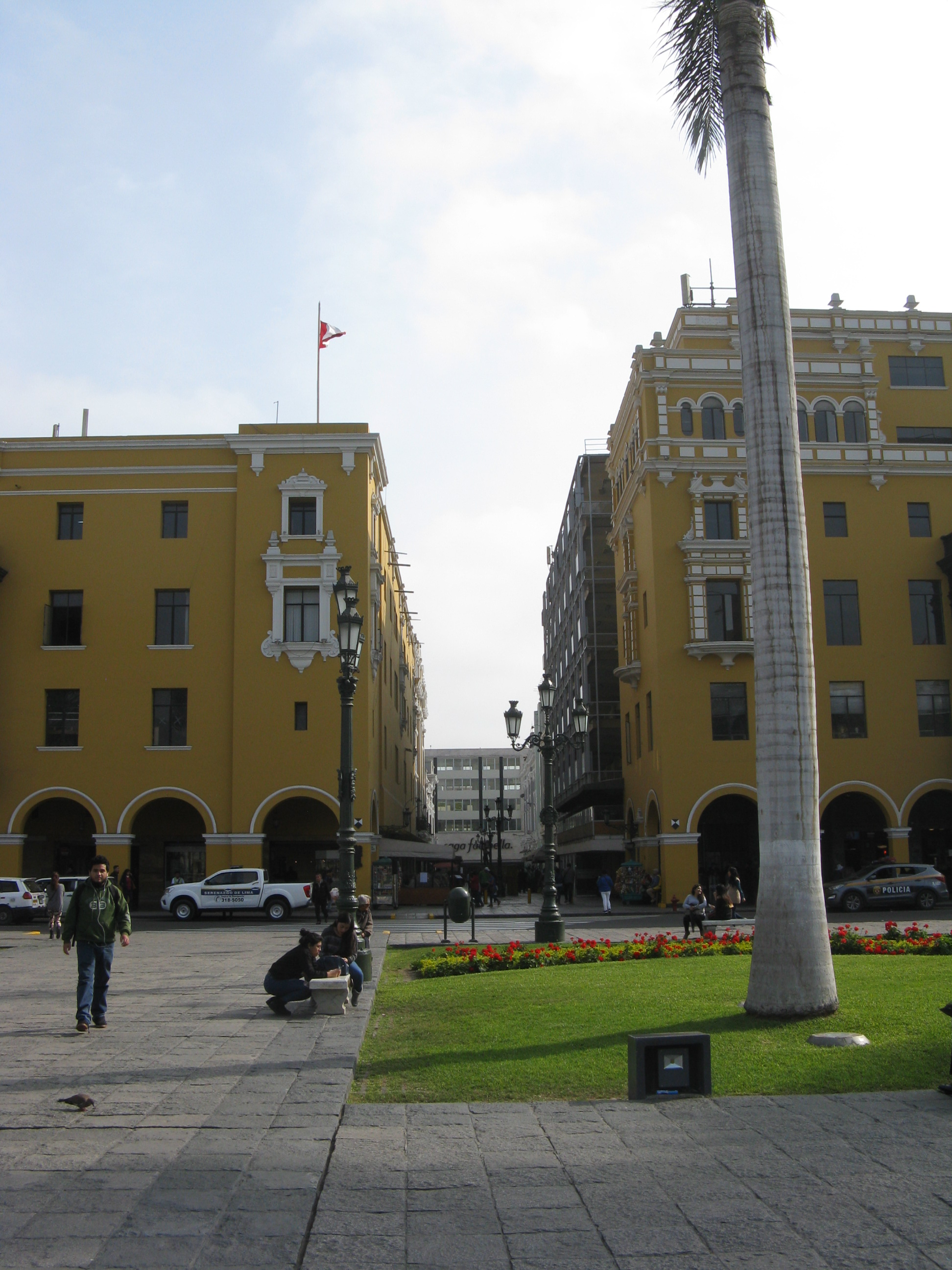
Pasaje Olaya, visto desde la Plaza de Armas de Lima.

El presidente José Bernardo de Tagle, expidió un Decreto Supremo el 3 de septiembre de 1823, destinado a honrar  la memoria del héroe. Dicha norma establece:

«Por 50 años pasará revista del comisario José Olaya como Sub Teniente vivo de la Infantería del Ejército en el Estado Mayor de la Plaza;
Cuando sea nombrado en dicho acto, el Sargento Mayor de dicha plaza responderá: ¡Presente en la mansión de los héroes!
En la Municipalidad de esta capital se formará un libro en que, con precedente conocimiento y decreto del gobierno  se escriban los hechos patrióticos  dignos de eterna memoria, y en su primera página se copiará este decreto para que la fama del patriota Olaya se trasmita también a los siglos.
La Municipalidad del pueblo de Chorrillos deberá celebrar todos los años el 29 de Junio unas solemnes exequias en la iglesia de la misma población a beneficio del alma del patriota Olaya, y concurriendo a ella la misma Municipalidad; tendrá en aquel acto asiento entre los alcaldes el pariente más cercano del referido Olaya.
En la sala de la Municipalidad del pueblo de Chorrillos se podrá un lienzo en el que se halle escrito lo siguiente:

EL PATRIOTA JOSÉ OLAYA SIRVIÓ CON GLORIA A LA PATRIA Y HONRÓ EL LUGAR DE SU NACIMIENTO».

El Ejército del Perú lo proclamó «Patrono del Arma de Comunicaciones».
Sus principales biógrafos han sido Ismael Portal, autor de Morir por la patria, el mártir José Olaya (1899), y Luis Antonio Eguiguren, autor de El mártir pescador José Silverio Olaya y los pupilos del Real Felipe (1945).
El pintor peruano José Gil de Castro (1785-1841), su coetáneo, es autor de un retrato suyo, que se exhibe en el Museo Nacional de Arqueología, Antropología e Historia del Perú.
Olaya fue fusilado el mismo día en que su lugar de residencia, Chorrillos, se encontraba celebrando la festividad al patrón de los pescadores, San Pedro. Chorrillos viene celebrando todos los años, en su homenaje, un concurrido desfile cívico-militar, donde participan innumerables instituciones de todo Lima, en el malecón Grau, frente al mar.

## En la ficción
- En 2021 se estrenó la serie de televisión Los otros libertadores, donde Olaya fue interpretado por Pietro Sibille.[12]